# Cubrial
Cubrial település Franciaországban, Doubs megyében. Lakosainak száma 148 fő (2022. január 1.). Cubrial Pont-sur-l’Ognon, Nans, Rougemont és Cuse-et-Adrisans községekkel határos.

## Népesség
A település népességének változása:
| Lakosok száma | 117  | 131  | 138  | 135  | 135  | 131  | 136  | 146  | 151  | 148  |
|               | 1968 | 1982 | 1990 | 2006 | 2013 | 2015 | 2017 | 2019 | 2020 | 2022 |